# Edwige de Silésie
Sainte Edwige de Silésie (en polonais : Jadwiga Śląska), née en 1174 à Andechs en Bavière sous le nom d’Edwige d’Andechs (en allemand : Hedwig von Andechs) et morte le 15 octobre 1243 à Trzebnica en Silésie, est duchesse de Silésie et reine de Pologne par son mariage avec Henri Ier le Barbu. Elle est vénérée parmi les saints de l'Église catholique, et fêtée le 16 octobre.

## Biographie
Edwige est issue de la famille comtale des Andechs, l'une des plus importantes dynasties bavaroises au sein du Saint-Empire. Elle est la fille du comte Berthold IV († 1204) et de son épouse Agnès de Wettin, fille du margrave Dedo III de Lusace. Berthold est resté fidèlement attaché à l'empereur Frédéric Barberousse et a reçu le titre de duc de Méranie en 1180. La sœur d'Edwige, Gertrude de Méranie a épousé André II, le futur roi de Hongrie ; de ce mariage est née sainte Élisabeth de Hongrie. Sa sœur Agnès a épousé Philippe II Auguste, roi de France au grand dam de la papauté. Sa sœur Mechtilde, est devenue abbesse à Kitzingen. Son frère Berthold de Méran est archevêque de Kalocsa de 1206 à 1218, et patriarche d'Aquilée de 1218 jusqu'à sa mort en 1251.
Edwige est élevée à l'abbaye des bénédictines de Kitzingen. En 1186, à l'âge de douze ans, elle épouse Henri Ier le Barbu, issu de la maison Piast, un fils cadet de Boleslas Ier le Long, duc de Silésie. À la mort de Boleslas en 1201, Henri hérite de sa propriété ; en 1232, il devient duc de Cracovie et princeps de toute la Pologne. Du mariage d'Edwige et Henri sont issus sept enfants, dont le  fils aîné Henri II le Pieux qui succéda à son père mais sera tué à la bataille de Legnica contre les envahisseurs mongols en 1241.
Edwige et son époux vécurent d’une manière très pieuse et ils encouragent la diffusion de la foi chrétienne. La duchesse a une vie exemplaire, aidant les nécessiteux, marchant pieds nus en toute saison, distribuant sa fortune à l’Église et aux pauvres. Elle a pour accompagnateur spirituel un des premiers prêtres dominicains polonais prénommé Ceslas (qui décédera en 1242 et sera béatifié). Après la mort de son mari en 1238, Edwige se retire à l'abbaye cistercienne de Trzebnica, dont sa fille Gertrude est l’abbesse, fondée par elle en 1202. C'était surtout le vécu de la douleur à la suite de la mort de son fils Henri II, qui l'a amenée à fonder une abbaye sur le champ de bataille de Legnickie Pole (Wahlstatt), en collaboration avec sa veuve Anne de Bohême.
C'est là qu'elle meurt en octobre 1243 et où elle a été inhumée. Certaines de ses reliques sont conservées à l'abbaye d'Andechs fondée en 1455 et à la cathédrale Sainte-Edwige de Berlin. Edwige est canonisée en 1267 par le pape Clément IV. Sainte Hedwige de Silésie est fêtée le 16 octobre. Elle est la patronne de la cathédrale Sainte-Edwige de Berlin, de la Silésie et de sa capitale Wrocław, (l'ancienne Breslau), de Trzebnica (Trebnitz), du diocèse et de la ville de Görlitz/Zgorzelec, d’Andechs et de Cracovie.

## Mariage et descendance

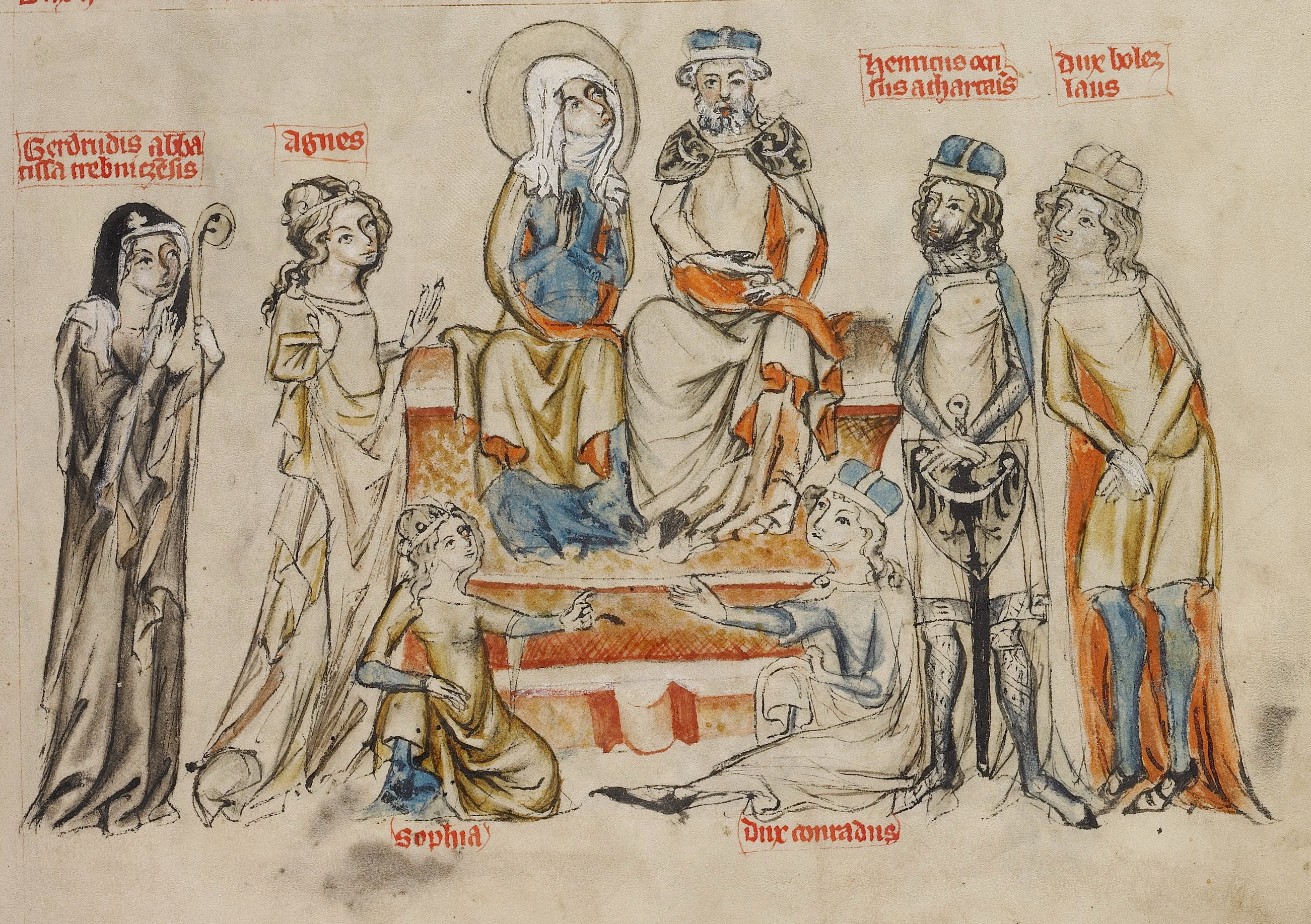
La famille d'Edwige. Assis au centre : Henri et son épouse Edwige. Debout, de gauche à droite : Gertrude, Agnès, Henri et Boleslas. Sophie et Conrad assis au premier plan.

Vers 1186, Edwige épouse Henri Ier, dit le barbu. Ils eurent 7 enfants :
- Agnès (1190 – avant 11 mai 1214) ;
- Boleslas (1191 – 10 septembre 1206/08) ;
- Henri II le Pieux (1196 – 9 avril 1241), duc de Silésie et princeps de Pologne, tué à la bataille de Legnica ;
- Conrad le Frisé (vers 1191/1198 – 4 septembre 1213) ;
- Sophie (1200 – avant le 23 mars 1214) ;
- Gertrude (1200 – 6/30 décembre 1268), fiancée avec le comte palatin Othon VIII de Wittelsbach († 1209), puis abbesse de Trzebnica ;
- Ladislas (avant le 25 décembre 1208 – 1214/17).